# ヒ88J船団
ヒ88J船団（ヒ88Jせんだん）は、大東亜戦争末期の1945年3月にシンガポールから日本を目指して航海した日本の護送船団である。南方占領地から日本へ向かう最後の資源輸送船団として編成されたが、護衛艦艇も含めて殆ど日本にたどり着くことはできなかった。尚、残存護衛部隊が流用されたホモ03船団（ホモ03せんだん）についても本項で扱う。

## 背景
大東亜戦争初期に東南アジアの資源地帯を占領した日本は、大戦末期の1945年（昭和20年）3月になってもまだその大部分を維持していたが、資源を持ち帰るシーレーンは断絶寸前の状態であった。日本海軍は、南号作戦と号して特攻精神による石油強行輸送を試みていた。しかし、3月16日、いよいよ沖縄戦開始が近いと判断されたため、南号作戦すらも中止が決定された。
こうした中、シンガポール方面に残る輸送船をかき集めて、最後の護送船団として編成されたのがヒ88J船団である。名称は通算88番目のヒ船団（シンガポール発の石油船団）の第10分団を意味する。加入輸送船はタンカー3隻を含む7隻で、護衛艦としては海防艦5隻のほか、損傷して日本へ回航中の駆逐艦天津風が輸送船扱いで参加している。船団の指揮は、第134号海防艦に座乗する第11海防隊司令の平野泰治中佐が執った。この時期のヒ船団は小規模船団が多かったが、南方発最終便として可動船舶を根こそぎ集めたため、比較的に大型の船団となった。なお、南号作戦中止に伴い、護衛航空部隊の主力をこれまで務めてきた第901海軍航空隊はすでに北方へ転進開始しており、航空支援もほとんど期待できない状態だった。

## 運航経過

### シンガポールからニャチャンまで
ヒ88J船団は、最終目的地の門司を目指し、3月19日にシンガポールから出航した。ところが、いくらも進まないシンガポール海峡東側出口で、1TM型戦時標準タンカーのさらわく丸（三菱汽船：5135総トン）が機雷に接触してしまった。アメリカ陸軍航空軍が航空敷設した機雷だった。なんとか同船は擱座して沈没を免れたものの、船団には参加不能となった。さらわく丸は修理ができないまま、21日に結局沈没した。
船団は、残った輸送船を2列縦隊に並べ、外周を護衛艦および天津風が囲む陣形を組んだ。船団は、潜水艦の襲撃を避けるために、水深が浅く潜水艦の行動しにくい沿岸ギリギリに針路をとった。船団速力7ノットと低速のため、対潜警戒用の之字運動は実施しなかった。
3月23日にフランス領インドシナのサンジャック（現在のブンタウ）沖にたどり着いたヒ88J船団は、サンジャック行きの貨物船3隻を分離し、代わりに駆潜艇1隻を護衛に追加した。27日に海防艦2隻が合流。さらに27日夜、ニャチャン（ナトラン）についたところで、先行していたヒ88I船団とも合流した。もっとも、「船団」といっても輸送船はすでに全滅しており、小破状態の駆潜艇1隻にすぎなかった。この間、27日朝からB-24爆撃機の偵察を受け始めていたが、まだ空襲は始まらなかった。

### ニャチャンから三亜まで

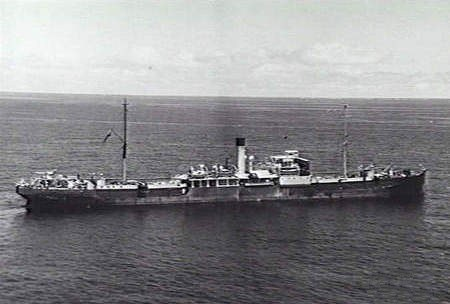
鳳南丸の前身であるイギリス海軍タンカーのウォー・サーダー（War Sirdar）。第一次世界大戦時のイギリスの戦時標準船で、日本海軍の野間と同型。

3月28日午前8時、輸送船3隻・護衛艦9隻の編制に変わったヒ88J船団は、ニャチャンを出港した。しかし、出発から2時間半ほどで空襲が始まり、2AT型戦時標準タンカー阿蘇川丸（川崎汽船：6925総トン）が撃沈された。日本軍の戦闘機1機が護衛に飛来したが、逆にP-38戦闘機によって撃墜された。
空襲が終わった直後に今度は潜水艦の攻撃があり、アメリカの潜水艦ブルーギルがタンカーの鳳南丸（飯野海運委託：5542総トン、イギリス船War Sirdarを拿捕したもの）を撃破した。同船は船尾を切断されて航行不能に陥り放棄されたが、漂流して擱座したために船体は残った。第18号海防艦と第130号海防艦が被雷した鳳南丸の乗員を救助後船団に追及した。敵潜水艦の襲撃に対し、日本の護衛部隊も盛んに爆雷を投下して応戦しているところ、アメリカの潜水艦ブラックフィンが付近で行動中に爆雷攻撃で損傷しており、ヒ88J船団の第26号海防艦の戦果と推定される。なお、ブルーギルは鳳南丸の残骸を破壊するために翌日にも攻撃を繰り返し、最終的に4月5日に乗員を上陸させて爆弾を仕掛けて完全に破壊した。
3月29日、船団はたった1隻残った小型タンカーの海興丸（太洋興業：956総トン）を囲んで北上を続けたが、明け方に第84号海防艦がアメリカの潜水艦ハンマーヘッドの雷撃に遭った。第84海防艦は弾薬庫の爆発で瞬時に沈没し、海防艦長の池田時義大尉以下乗員191名全員が戦死した。正午近くになると第5空軍所属のB-25爆撃機が反跳爆撃による波状攻撃を仕掛け、海興丸と溺者救助に向かった第18号海防艦と第130号海防艦が撃沈された。2隻の海防艦に生存者は無かった。夜になっても、PBM飛行艇がレーダー照準により空襲を行い、日本側の対空砲火で1機が墜落したものの、第134号海防艦を損傷させた。
3月30日、ヒ88J船団は、海南島の三亜に到着した。到着から1時間もしないうちに空襲があり、対空砲火で1機を撃墜したものの、第26号海防艦が中破し航行不能となった。全ての輸送船を失った船団は、ここで消滅することになった。生き残った護衛艦艇は、第26号海防艦を残して31日に出航、4月2日に香港に移っている。

### 護衛部隊のその後

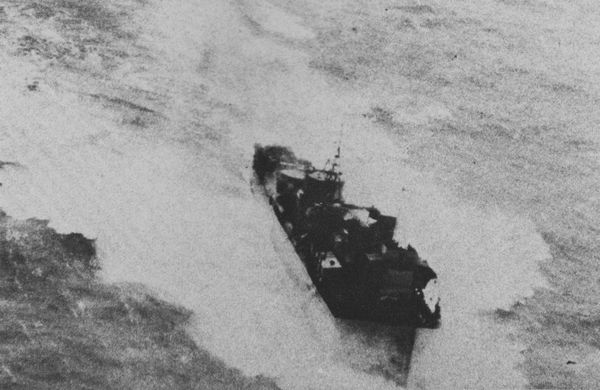
空襲を受けつつある駆逐艦天津風。過去の戦闘で艦首が切断されたため、応急艦首を装着した状態だった。

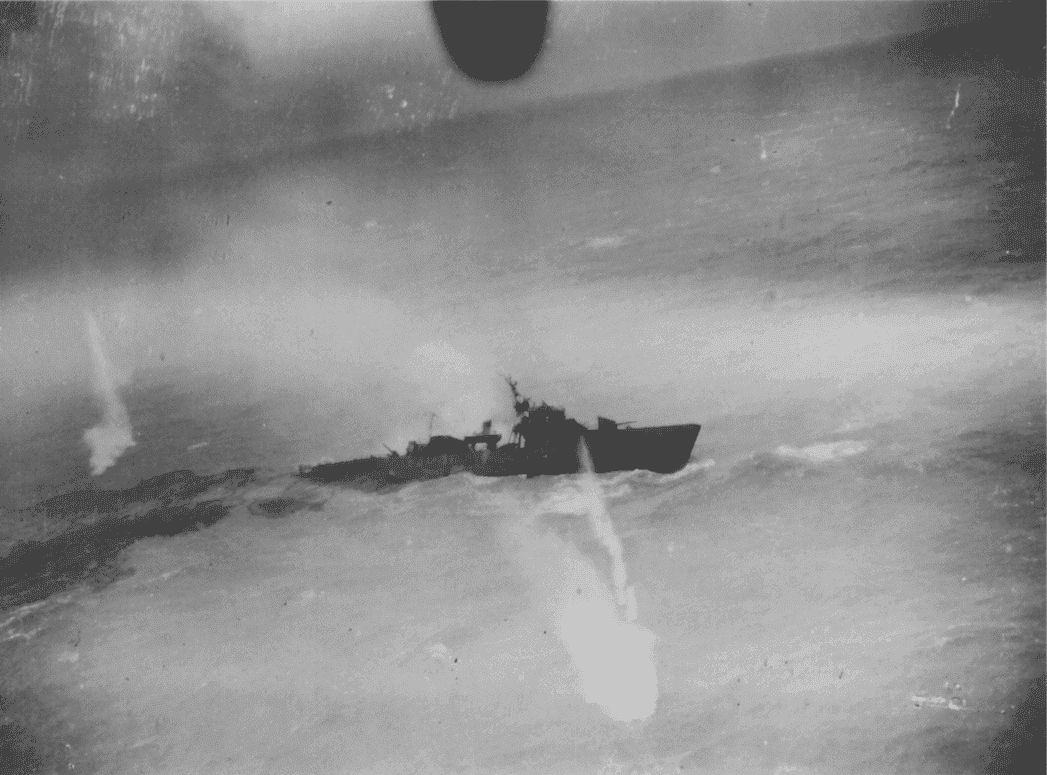
横転した船団護衛部隊旗艦の第134号海防艦。

4月2日、ヒ88J船団護衛部隊の生き残りは、香港から日本本土へ向かうホモ03船団を護衛することになった。船団名は、香港発・門司行きの3番目の船団を意味する。船団の便乗者には、第901海軍航空隊関係者約400人が含まれていた。出航準備中にも連日の空襲が続き、4月3日に極東空軍のB-24爆撃機により海防艦満珠は大破着底して参加不能になった。
4月4日夕刻、ホモ03船団は香港を出港した。翌未明には早くも空襲が始まり、5日午前3時にPBM飛行艇により貨物船の第2東海丸（東海汽船：839総トン）が撃沈された。第9号駆潜艇も損傷した。5日午後3時にも第5空軍の戦爆連合9機の空襲があり、貨物船の甲子丸（大阪商船：2193総トン）が至近弾により浸水沈没した。乗船していた便乗者517名のうち56人が戦死したほか、貨物1000トンが海没した。駆潜艇2隻は溺者救助の後に香港へ引き返した。
その後、健在な海防艦2隻が先行し、速度の出ない天津風が取り残される形で航行を続けたが、4月6日昼にルソン島から飛来した第345爆撃群所属のB-25爆撃機24機により捕捉された。第1号海防艦と第134号海防艦はいずれも爆弾の直撃を受けて撃沈され、前者の乗員は漂流中に機銃掃射を受けて全員戦死した。天津風も損傷し、廈門までたどり着いて自ら擱座した。遅まきながら日本側の戦闘機2-3機が発進し、それに気付いたB-25は天津風への攻撃を打ち切って帰還した。アメリカ側は対空砲火により3機を失った。

## 結果
危険を承知であえて出発したヒ88J船団は、護衛艦までほぼ全滅する最悪の結果に終わった。本船団の壊滅は、海上護衛総司令部参謀だった大井篤大佐によって「第一級の惨事」と評されている。それにもかかわらず海上護衛総司令部により本船団の壊滅はさほど特別視されなかった。それは、同じころに、日本本土の内航海運までが飢餓作戦と称したアメリカ軍の機雷封鎖で脅かされ始める、末期的な戦況にあったからであった。
本船団は運航された最後のヒ船団となり、南方航路は事実上の終焉を迎えることになった。
サンジャックで分離した輸送船3隻は以後本土に戻ることはなく、2A型戦時標準貨物船荒尾山丸（三井船舶：6886総トン）は4月3日に米潜ハードヘッドの雷撃で、貨物船天長丸（辰馬汽船：2608総トン）は終戦直前の8月3日に英潜ティピトーの雷撃でそれぞれ撃沈され、北上丸（日本海洋漁業統制：498総トン）だけが昭南で終戦を迎えている。
香港に引き返した駆潜艇2隻は、森田（2004年）によれば同地で終戦の日を迎えたとされるが、実際には両者とも呉港で終戦を迎えている。また、中破し航行不能となった第26号海防艦は修理を受けて本土へ移動し、七尾で終戦を迎えている。

## 編制

### ヒ88J船団
- 輸送船
  - 門司行き - タンカーさらわく丸、同海興丸、同阿蘇川丸、同鳳南丸
  - サンジャック行き - 貨物船荒尾山丸、同天長丸、同北上丸[16][注 4]」
- 護衛艦
  - 海防艦 - 満珠、第1号（3月27日合流。元はヒ98船団護衛[注 1]）、第18号、第26号（3月27日合流[5]）、第84号、第130号、第134号（旗艦）
  - その他 - 駆逐艦天津風、第9号駆潜艇(ニャチャンで合流。元はヒ88I船団護衛[注 1])、第20号駆潜艇（サンジャックで合流）

### ホモ03船団
- 輸送船 - 貨物船第2東海丸、同甲子丸
- 護衛艦 - 駆逐艦天津風、第1号海防艦、第134号海防艦（旗艦）、第9号駆潜艇、第20号駆潜艇